# مربع سیاه
مربع سیاه (انگلیسی: Black Square) یک نقاشی رنگ روغن روی پارچه از کازیمیر ماله‌ویچ است که نخستین نسخه‌اش در سال ۱۹۱۵ کشیده شد و از نمادهای جنبش سوپره‌ماتیسم به‌شمار می‌رود. ماله‌ویچ چهار نسخهٔ دیگر از آن را طی سال‌های بعد کشید که گمان می‌رود آخرینش اواخر دههٔ ۱۹۲۰ یا اوایل دههٔ ۱۹۳۰ خلق شده باشد.
از مربع سیاه عموماً به عنوان «نقطهٔ صفر نقاشی» نام برده می‌شود؛ اثری که تفسیرهای گوناگونی را در مورد معنا و چیستی اثر هنری پیش کشیده‌است.